# Двойственность Понтрягина
Двойственность Понтрягина — обобщение преобразования Фурье на локально компактные абелевы группы.

## Построение
Пусть G — локально компактная абелева топологическая группа. В таком случае группа характеров G (гомоморфизмов из G в U(1)) тоже будет локально-компактной и называется двойственной группой по Понтрягину (G^).
Согласно теореме Понтрягина о двойственности, группа G^^ канонически изоморфна G, это оправдывает использование термина двойственность.
Слово «канонически» означает, что существует естественное отображение из G в G^^, в частности, оно является функториальным. Это отображение определяется следующим образом:
{\displaystyle x\mapsto \{\chi \mapsto \chi (x)\}.}
Другими словами, элементу x группы G сопоставляется отображение из G^ в U(1), то есть элемент G^^.

## Мотивировка
Двойственность Понтрягина единообразно описывает целый ряд известных наблюдений, связанных с функциями на вещественной оси или на конечной абелевой группе:
- комплекснозначные достаточно гладкие периодические функции на вещественной оси имеют разложение в ряд Фурье и могут быть восстановлены по этому разложению
- комплекснозначные достаточно гладкие и удовлетворяющие некоторым условиям убывания функции на вещественной прямой имеют образ Фурье (это функция, определённая также на всей вещественной прямой) и могут быть по нему восстановлены
- комплекснозначные функции на конечной абелевой группе также имеют дискретное преобразование Фурье, которое является функцией на двойственной группе (двойственная группа изоморфна исходной, но не каноническим образом). Опять же, функция может быть восстановлена по её образу.
- хорошо известен частный случай предыдущего пункта, когда функция и её образ рассматриваются на кольце остатков Z_p. Этот случай обычно и подразумевается, когда говорят о дискретном преобразовании Фурье.

Теория двойственности Понтрягина существенно опирается на теорию двойственных групп к локально компактным абелевым группам. Эта двойственность во многом напоминает связь между конечномерным векторным пространством V и сопряжённым пространством V*. Между ними не существует канонического изоморфизма, однако алгебры их линейных преобразований (алгебры матриц) канонически изоморфны (изоморфизм — транспонирование матрицы). Аналогично, между группой G и двойственной к ней G^ в общем случае нет изоморфизма, однако их групповые алгебры изоморфны, и связывающий их канонический изоморфизм и есть преобразование Фурье.

## Примеры
Приведём примеры локально компактных абелевых групп:
- Rn, рассматриваемое как группа по сложению.
- R+, множество положительных вещественных чисел, рассматриваемых как группа по умножению. Изоморфна R.
- Любая конечная абелева группа с дискретной топологией. Любая подобная группа может быть представлена как произведение циклических.
- Множество целых чисел Z, рассматриваемое как группа по сложению.
- Поле Zp p-адических чисел, как группа относительно сложения со стандартной p-адической топологией.

Группа U(1) и группа целых чисел двойственны друг другу, а (аддитивные) группы действительных и комплексных чисел двойственны сами себе.
Самодвойственны также все конечные абелевы группы, в частности, конечные циклические группы.

## Мера Хаара
Одно из самых важных свойств локально компактных групп состоит в том, что на них имеется единственная (с точностью до глобальной константы) естественная мера, называемая мерой Хаара. При помощи этой меры можно определить «размер» борелевских подмножеств группы. Борелевские подмножества — это элементы σ-алгебры, порождённой замкнутыми подмножествами G.
Более точно, имеется единственная (с точностью до константы) правая мера Хаара, обладающая правой инвариантностью μ(Ax) = μ(A). Здесь x — элемент группы, а А — борелевское подмножество G.
Введенная на G мера Хаара позволяет ввести понятие интеграла от комплекснозначных борелевских функций, определённых на группе. В частности, можно рассматривать пространства Lp, определённые следующим образом:
{\displaystyle L_{\mu }^{p}(G)=\left\{f:G\rightarrow \mathbf {C} \;\left|\;\int _{G}|f(x)|^{p}\,d\mu (x)<\infty \right.\right\}.}
Поскольку с точностью до константы мера Хаара единственна, введённые пространства не зависят от выбора конкретной меры, то есть зависят только от самой группы G, поэтому логично обозначить их Lp(G). С другой стороны, норма на этих пространствах зависит от выбора меры.